# 紙紮

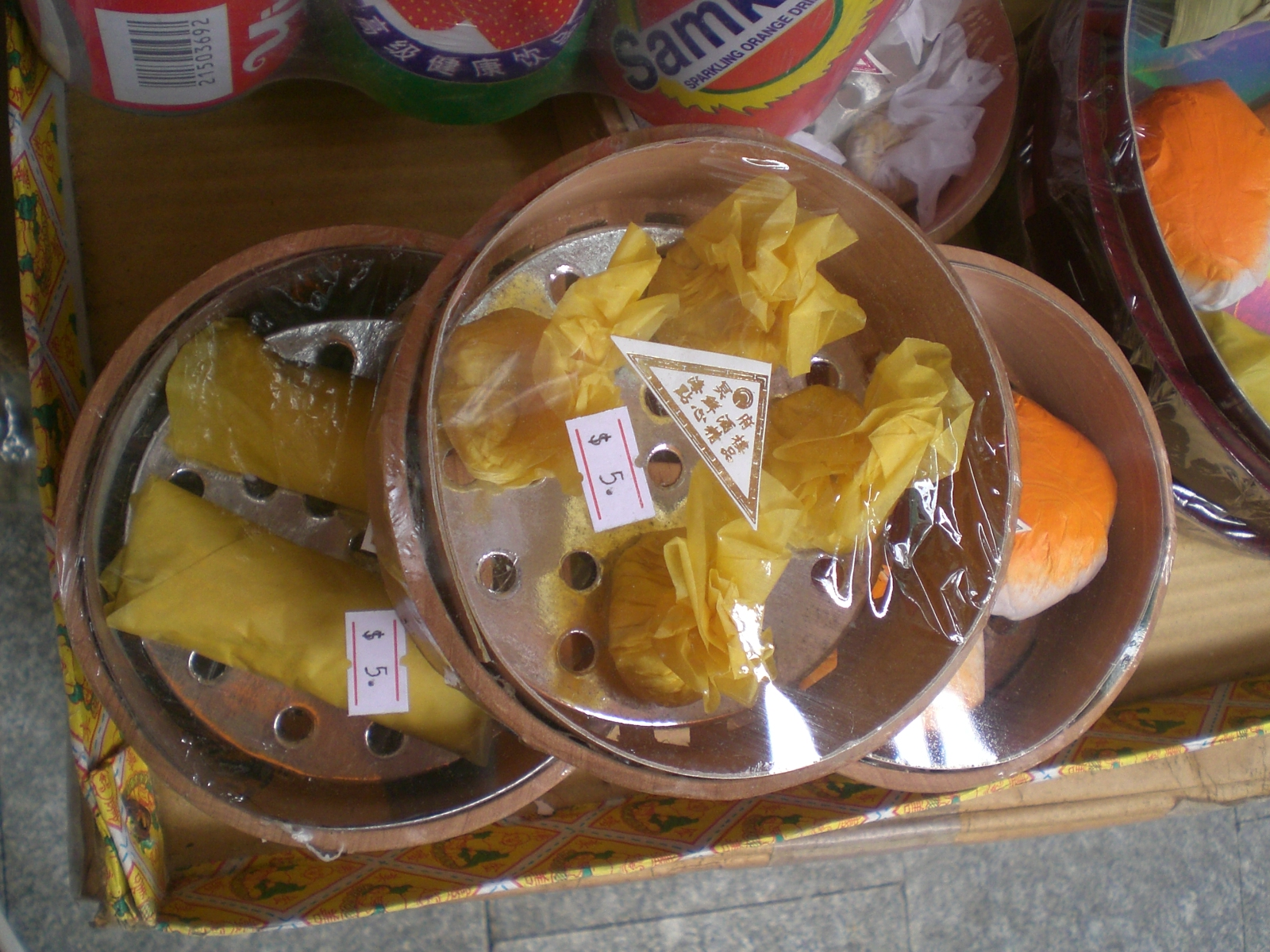
紙紮燒賣和春捲

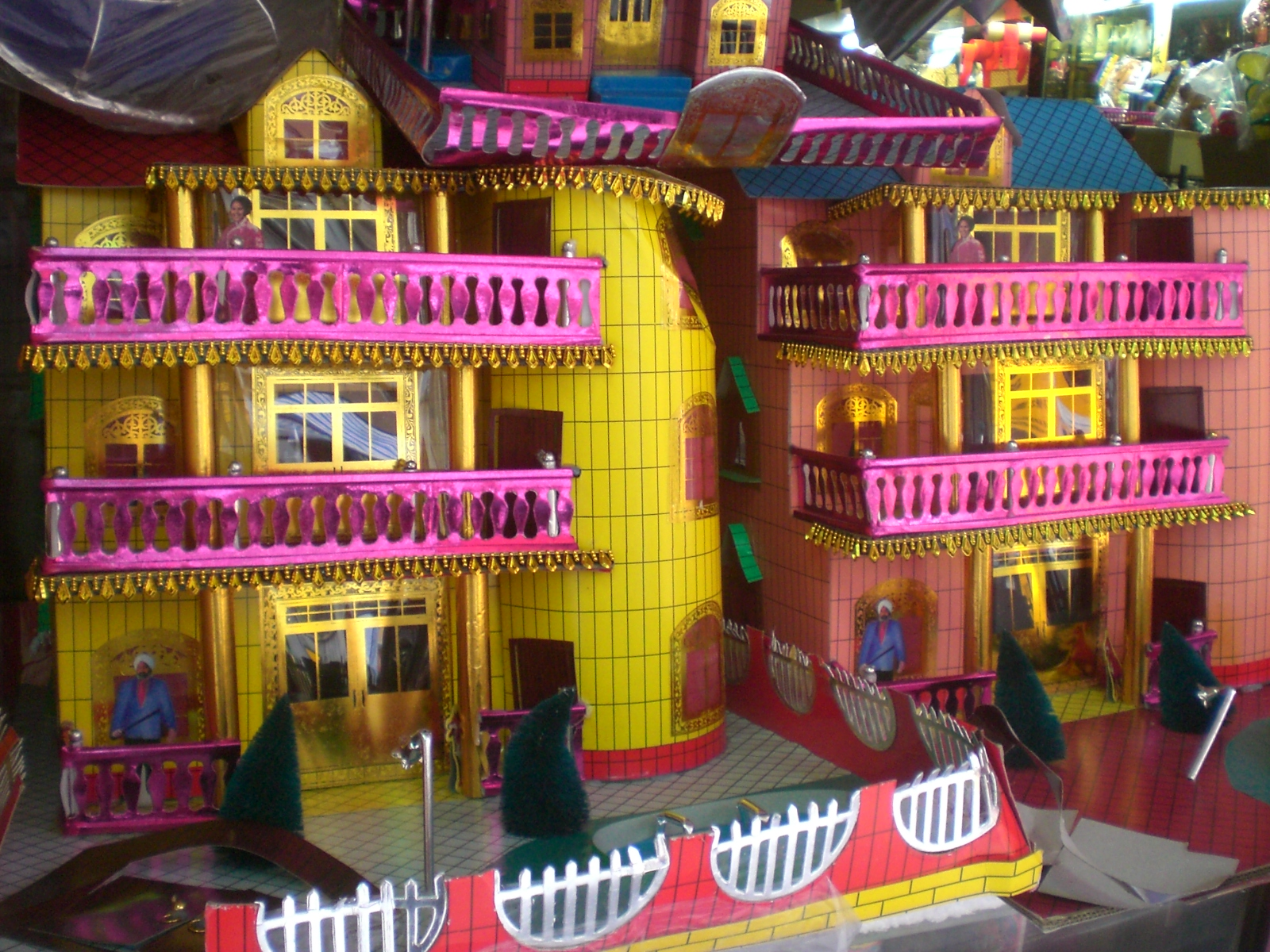
紙紮祭品別墅

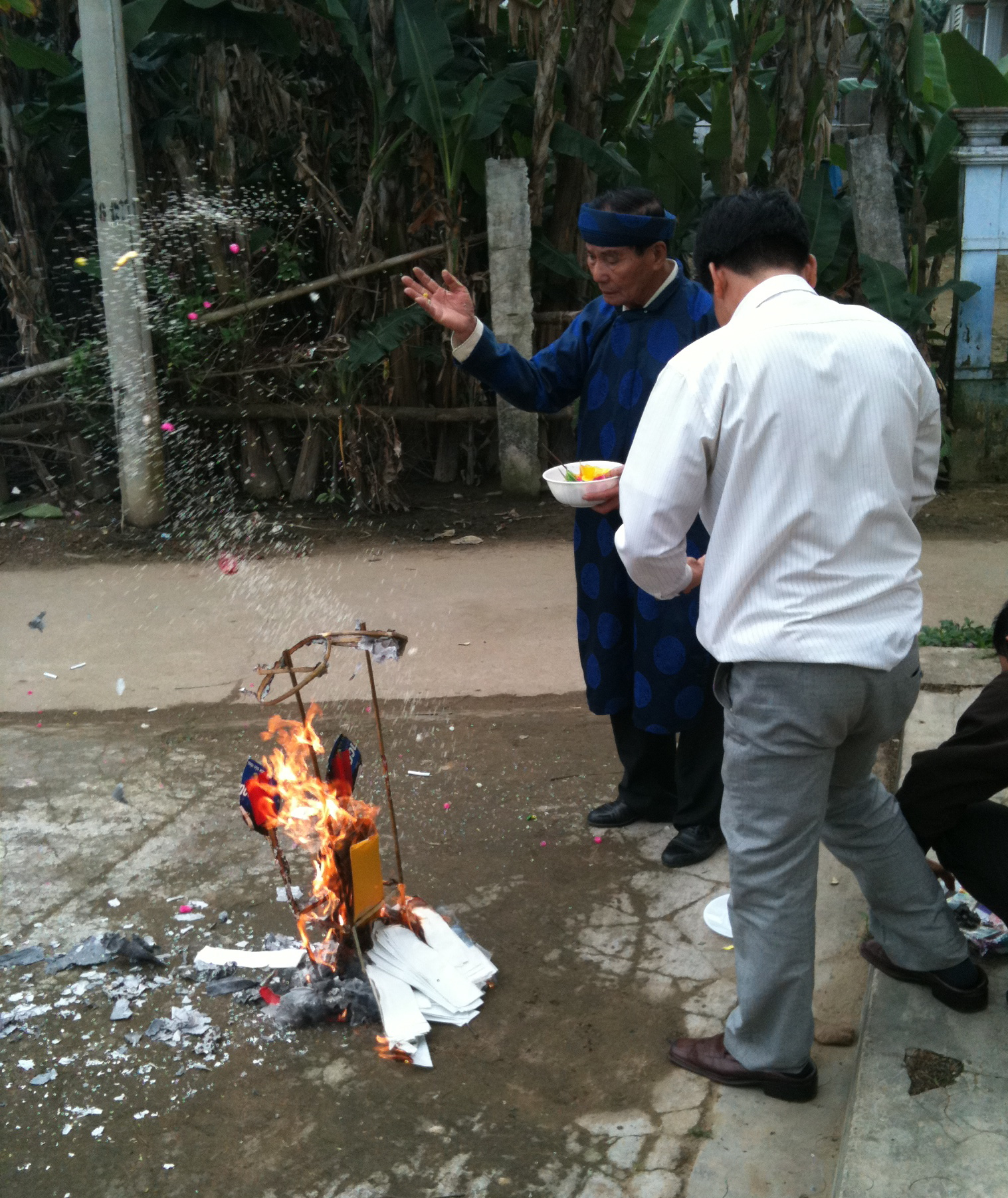
燃燒中的紙紮祭品

紙紮是華人地區傳統的祈福、祭祀用品。常用於各種傳統節慶和宗教儀式上，通常是透過焚燒，以傳遞給神明或者亡靈。

## 祭祀用的紙紮
用於祭祀儀式的紙紮祭品有很多，如盂蘭節時盂蘭勝會中常見的普渡公、城隍、判官、山神、土地神等神明的紙紮塑像，還有紙紮靈位、金童玉女、佛船（或稱仙船、精靈船）、幡上的紙燈籠等。在神誕、醮會如太平清醮等除大士爺外則有五色馬。
給先人的祭品通常是陰間常用的生活必需品及奢侈品，例如房子、汽車、僕人、紙衣等，並以實物呈現，不同於貨幣樣式的紙錢。以燃燒紙紮祭品的方式，傳送禮品給先人。 
有些繪在紙上的，稱作經衣，可代替逐件製作。
現在的紙紮祭品中也有紙製的桌上型電腦、筆記型電腦、平板電腦、手提電話、隨身聽、遊戲機、麻將桌、按摩椅、保養品、化妝品，甚至有電影明星、寵物等。

## 其他紙紮品
有些紙紮品並非用作祭品，而是作實用、裝飾或玩樂用途，如紙紮燈籠。
在香港，亦有殯儀從業員推出紙紮公仔燈籠，將部份收益捐給慈善機構「龍耳」作慈善用途。

## 紙紮祭品的物料
紙紮祭品通常是竹篾及彩紙。紮成物品的外殼形狀，然後按不同需要而剪裁出的紙，糊在竹篾上，使祭品外觀上與實際物品相似。
因為可以任意扭曲，可以隨意造型，所以紙紮祭品的種類，可謂包羅萬象，如紙紮大屋、傭人等等；隨著時代進步及娛樂需要，甚至有144張紙製麻將牌、天九、不同型號的智能手機、手提電腦、平板電腦、遊戲機、電視、保險箱、音響器材等，還可以訂造汽車、摩托車、遊艇、飛機、銀行、舞廳等這些較大型的紙紮祭品給先人享用。
香港已故著名歌影藝人梅艷芳出殯時，她的徒弟們更專程訂造了一個紙紮大舞台，有一張乒乓球桌那麼大，讓師父可以於另一世界開演唱會，滿足表演慾。又如馬壇名人董驃去世，親友專程訂造一個馬場給他繼續策馬揚鞭。
紙紮祭品亦要通過燃燒才可以傳到先人手上，而部份民間人士認為：如紙紮祭品不經法師唸咒開光，火化後也如燒廢紙般，也不會傳到先人手中。（可參考冥鏹）
每種不同的祭品製造過程都不同，許多紙紮的祭品，要用到較高技術，價錢亦有所差異；大型與複雜的紙紮祭品，價錢定會較高。
小型的紙紮品，在香港，可以在一般香燭用品店（俗稱紙紮舖）買到，至於一些大型且複雜的紙紮祭品如大士王之類，就要找專門的紙紮工匠或者店舖訂作。

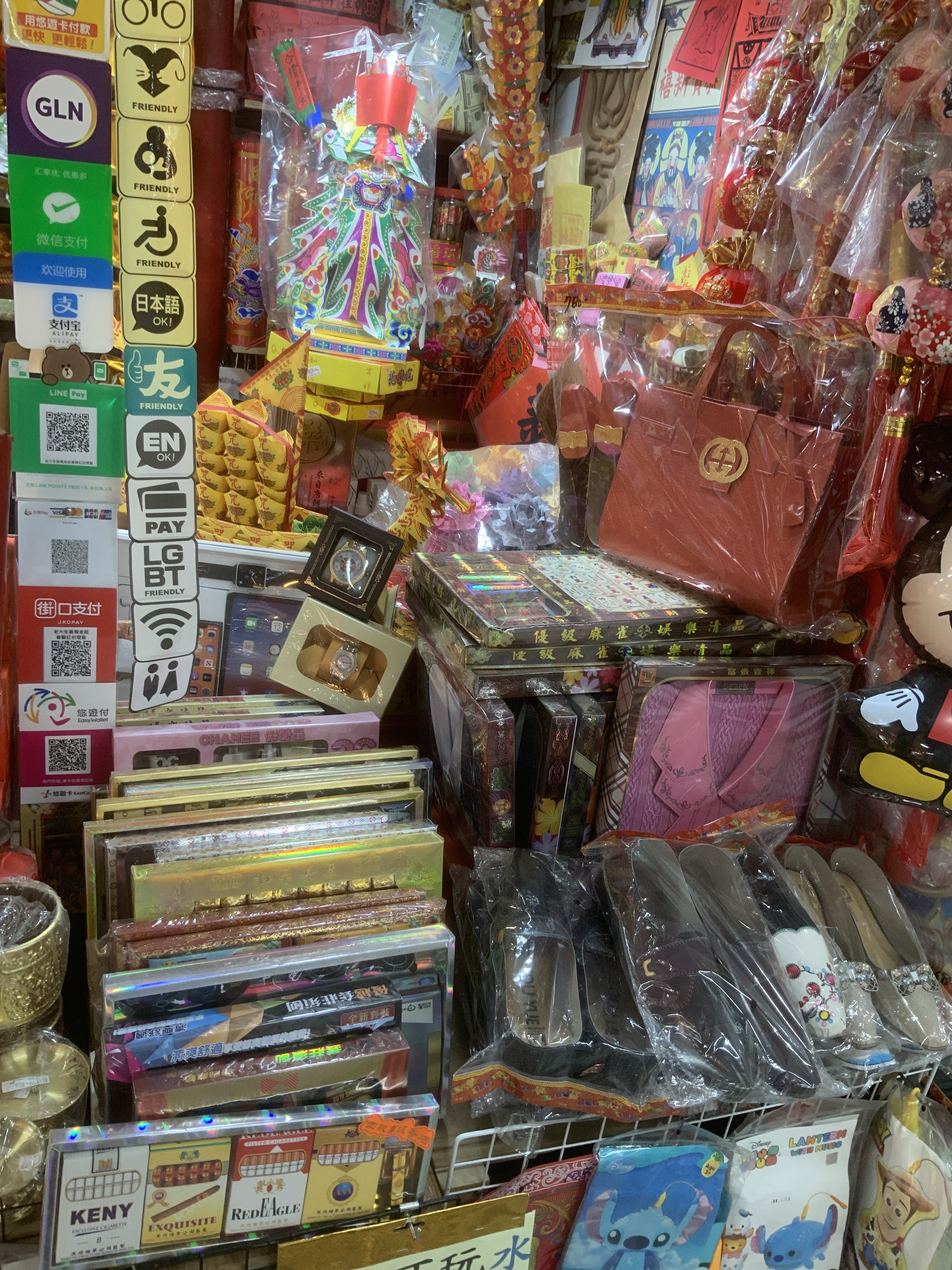
傳統市場內的紙紮用品。

而於香港亦有以造作創新紙扎品而聞名的寶華扎作。